# Sempre en Galiza
Sempre en Galiza (Toujours en Galice) est un essai politique écrit par Alfonso Daniel Rodríguez Castelao, et considéré comme l'œuvre canonique du nationalisme galicien. L'ensemble de l'œuvre, Adro, comprend les articles écrits depuis Badajoz, en Estrémadure, pour A Nosa Terra en 1935.
La première partie fut rédigée entre Valence et Barcelone en 1937. Elle a été à l'origine publiée sous forme d'articles dans le journal que les Galiciens exilés publiaient à Madrid, la Nouvelle Galice. La seconde partie fut écrite à New York et pendant le voyage vers Buenos Aires en 1940.
Le reste fut achevé à Buenos Aires entre 1942 et 1943. L'œuvre a été publiée le 10 mars 1944 à Buenos Aires, en arrivant en Galice de manière clandestine.